# 阿根廷戴维斯杯代表队
阿根廷戴维斯杯代表队是阿根廷男子国家网球队参加戴维斯杯的队伍，由阿根廷网球协会（Asociación Argentina de Tenis）负责组织和运营。
阿根廷队首次参加戴维斯杯是在1921年，自2002年开始就一直留在世界组，并在2016年首次获得戴维斯杯，并在1981年、2006年、2008年、2011年和2016年闯入决赛。

## 链接
- 台維斯盃官方網站DavisCup.com上的球隊頁面